# Église Saint-Jean-Baptiste de Novi Bečej
Pour les articles homonymes, voir Église Saint-Jean-Baptiste.
L'église Saint-Jean-Baptiste de Novi Bečej (en serbe cyrillique : Црква Светог Јована Претече у Новом Бечеју ; en serbe latin : Crkva Svetog Jovana Preteče u Novom Bečeju) est une église orthodoxe serbe située à Novi Bečej, dans la province autonome de Voïvodine et dans le district du Banat central en Serbie. Elle est inscrite sur la liste des monuments culturels de grande importance de la république de Serbie (identifiant no SK 1182).
L'église est située dans le quartier de Vranjevo, qui constituait autrefois une localité indépendante.

## Historique

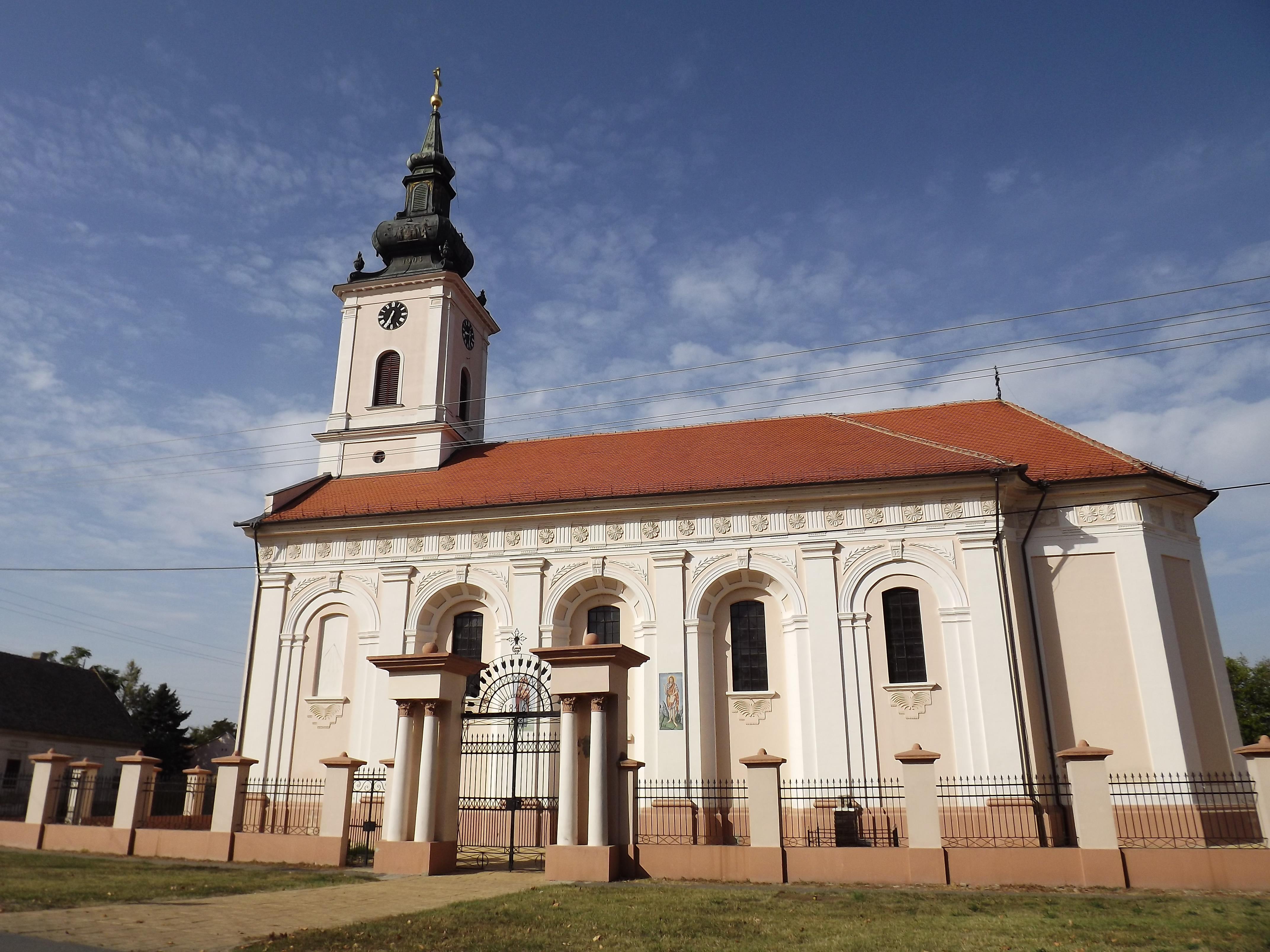
Autre vue de l'église.

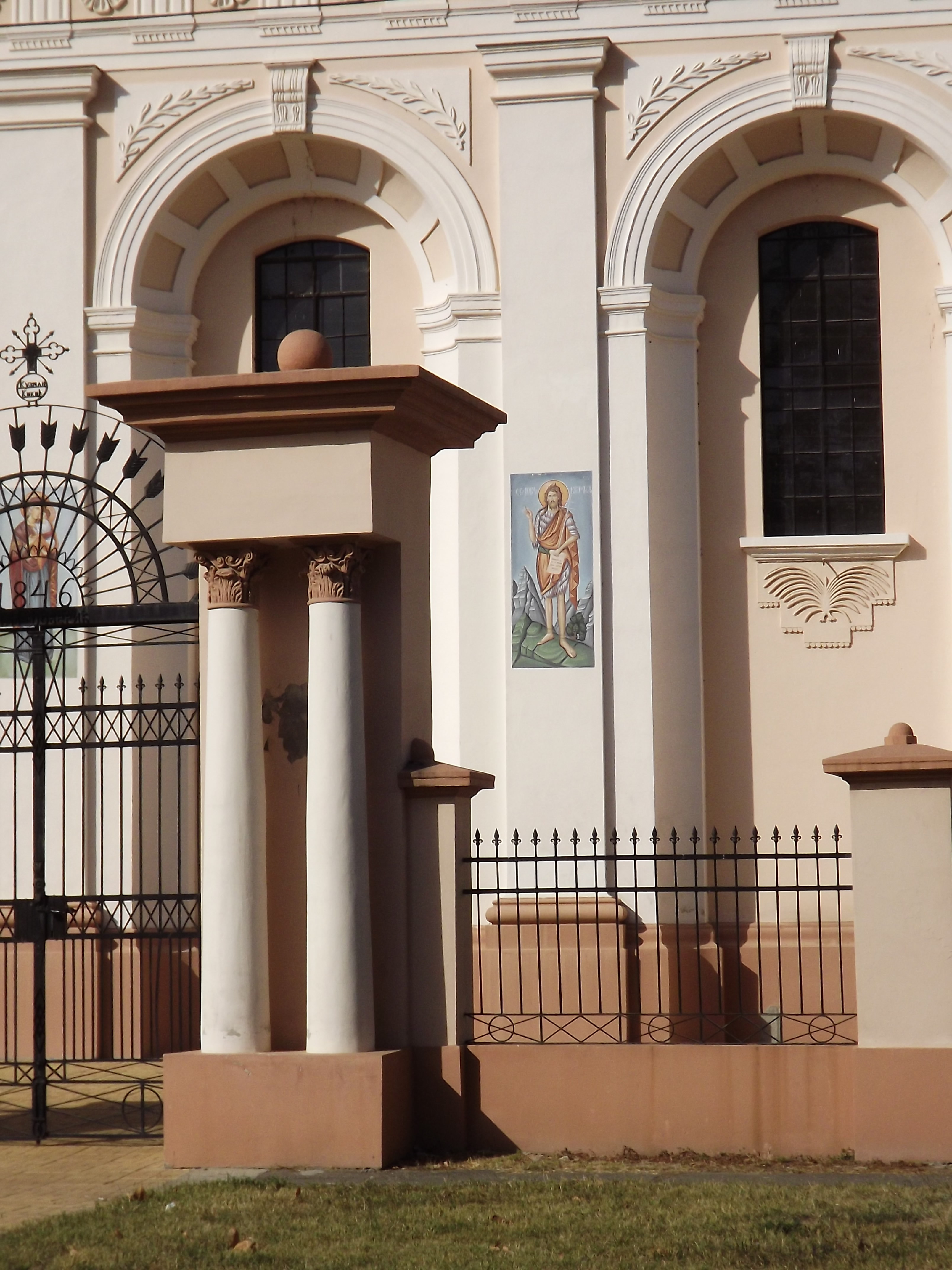
Détail des ouvertures.

L'église actuelle a été construite au début du XIXe siècle,, à l'emplacement d'une église en bois remontant à 1782 ; cette nouvelle église a été consacrée en 1807.

## Architecture
Le bâtiment, qui mesure 37 m de long sur 15 m de large, est constitué d'une nef unique prolongée par une abside. La façade occidentale est dominée par un clocher à bulbe construit en 1858-1859 et haut de 44 m, s'élevant au-dessus du narthex. Lors d'une rénovation effectuée en 1903, le toit a été couvert de tuiles et le clocher recouvert de cuivre,.
Sur le plan horizontal, les façades sont rythmées par un soubassement et surtout par une corniche moulurée qui, sous le toit, prend la forme d'une frise avec des métopes richement ornés de motifs floraux. Sur le plan vertical, elles sont rythmées par des pilastres surmontés de chapiteaux, avec des ouvertures ou des niches décorées d'arcs ; peu profondes au niveau de la façade occidentale et du narthex, les ouvertures sont plus profondément encadrées au niveau de la nef,.

## Décoration intérieure
L'intérieur de l'église est pavé de marbre et orné d'icônes et de fresques. L'iconostase a été réalisée en 1834 ; elle a été peinte par Jeftimije Popović. Les fresques sont également attribuées à Popović ou à quelques-uns de ses élèves comme Sava Petrović et Pavle Čortanovački,.

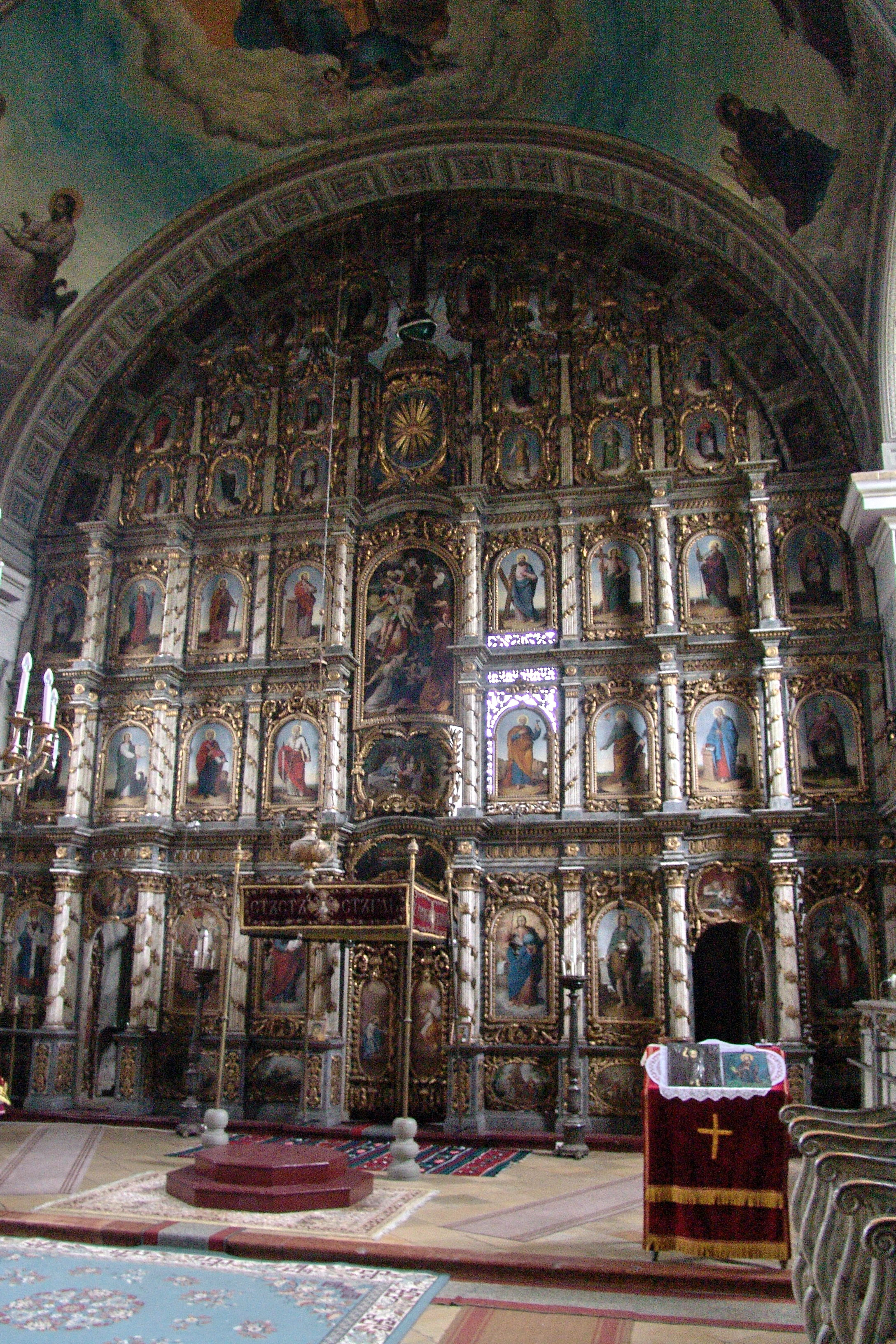
L'iconostase de l'église.